# Augochlora posadensis
Augochlora posadensis là một loài Hymenoptera trong họ Halictidae. Loài này được Schrottky mô tả khoa học năm 1914.